# Dora Pavlíková
Dora Pavlíková (* 1981 in Prag) ist eine tschechische Sopranistin.

## Leben
Ihre ersten musikalischen Erfahrungen sammelte sie in dem Kinderchor Bambini di Praga. Nach einem Gesangsstudium am Prager Jan Deyls Konservatorium (Klasse Simunkova) schloss sie 2011 ihr Studium an der Musikhochschule Nürnberg mit einem Meisterklassendiplom in der Klasse von Jan Hammar ab. Zudem nahm sie an Meisterkursen u. a. bei Brigitte Fassbaender, Elisabeth Scholl,  Rudolf Jansen oder Rudolf Piernay teil. Seit 2007 widmet sich Pavlíková verstärkt der Interpretation barocker Werke u. a. mit dem Ensemble Inegal (Tschechien), Aura Musicale (Ungarn), der Neuen Hofkapelle München oder Musica Florea (Tschechien).
Außerdem ist sie sowohl als Ensemble- als auch Solosängerin des Prager Collegium Vocale 1704 unter der Leitung von Václav Luks auf verschiedenen Festivals und den Konzertbühnen Europas zu hören. Bevor sich Dora Pavlíková auf die konzertante Barockmusik spezialisierte, war sie überwiegend als Opernsängerin auf der Bühne tätig. Zu ihren gesungenen Partien gehören unter anderem die Titelrolle in Dvořáks Rusalka, die Gräfin Almaviva in Mozarts Le nozze di Figaro, Flaminia in Haydns Il mondo della luna, Lauretta in Puccinis Gianni Schicchi, Alice Ford in Verdis Falstaff und Elisetta in Cimarosas Il matrimonio segreto. Im Frühjahr 2007 war sie in der Titelrolle der Barockoper Fredegunda von Reinhard Keiser unter der Leitung von Christoph Hammer am Prinzregententheater München zu erleben, für die sie als „Nachwuchskünstlerin des Jahres“ in der Kritikerumfrage der Zeitschrift Opernwelt nominiert wurde.
Seit dem Jahr 2016 ist sie wieder auf der Opernbühne als Solistin in mehreren Barockopern vor allem in Tschechien zu erleben. In dem historischen Barocktheater des Schlosses Krumau mit den Hofmusici von Ondrej Macek oder im mährischen Olmütz mit Ensemble Damian unter der Leitung von Tomáš Hanzlík. Für die Rolle der Astrea aus Leonardo Vincis La contesa de’ numi wurde Pavlíková 2018 für den tschechischen Theaterpreis „Thalie“ nominiert.